# NGC 4861
NGC 4861 este o interacting galaxies⁠(d) situată în constelația Câinii de Vânătoare. A fost descoperită în 1 mai 1785 de către William Herschel. Se află la o distanță de 9,95 megaparseci de Pământ.